# バトルランナー (映画)
『バトルランナー』（原題: The Running Man）は、1987年公開のアメリカ映画。リチャード・バックマン（スティーヴン・キングの別名義）による同名小説の実写映画版だが、原作とは内容に差異がある。

## あらすじ
2017年、世界経済が崩壊し警察権力が独裁政権を持つ世界。貧富格差は広がり、国民は行動や表現を厳しく規制される中、テレビだけが民衆に与えられた数少ない娯楽であった。中でも放送局『ICS』の人気司会者デーモン・キリアンがプロデュースする番組『ランニング・マン』は、貧富の層に関わらず全国民から熱狂的な人気を得ていた。『ランニング・マン』は凶悪犯を狩りの獲物「ランナー」としてエリアに放ち、正義の「ストーカー」がそれを追って処刑する様子を生中継するリアリティ番組だ。
警官ベン・リチャーズは、ヘリコプターによるパトロール中に暴動に出くわすが、食料を求めて暴動を起こした一般市民への発砲命令を拒否したため、無実の罪を着せられ凶悪犯として強制労働所へ収容されてしまう。施設で知り合った反政府組織のウィリアム・ラフリンやハロルド・ワイスらと結託して脱獄を果たすと、弟の住んでいるアパートに侵入するが、弟は既に再教育の名目で連行されており、現在の住人であるテレビ局員アンバー・メンデスと鉢合ってしまう。ベンは国外へ逃亡すべく、アンバーを人質に夫婦を装い空港へ向かうが、アンバーが大声を出して助けを求めたため警備員に捕らえられてしまう。
キリアンら『ランニング・マン』のスタッフ達は、脱獄犯として時の人となっているベンの卓越した身体能力に目をつけ、新たな「ランナー」としてベンに番組出演のオファーをする。当初は断るベンだったが、ベンが出演しない場合の代役としてラフリンとワイスが捕えられている事を聞かされ、2人の解放を条件に出演を承諾。ところがその約束は果たされず、ラフリン達もベンと一緒にゲームに参加させられてしまう。さらには、ベンが濡れ衣を着せられている証拠を掴んでしまったアンバーまでもが「ランナー」に仕立て上げられコースに送り込まれてしまう。
ストーカーからの避難を優先しようとするベンに対し、ラフリンとワイスはテレビの中継器を使って真相を報道しようと主張。コース内でアンバーと再会したベンは、ラフリンとワイスを失いながらも、彼らの意思を継ぎレジスタンスとの合流を目指す。そして次々と追撃してくるストーカーを相手に健闘を見せ続けると、やがて視聴者たちは徐々にベンたちを応援するようになっていく。コースを進むうちに、かつてゲームをクリアしたはずの「ランナー」たちが密かに殺されていたことを突き止めたベンとアンバーは、ついにレジスタンスと合流を果たす。
キリアンは予想外の展開に業を煮やし、ベンたちの処刑に成功する合成映像を作成し放送、視聴者達からの支持を取り戻そうとする。だが、そこにテレビ局を制圧したレジスタンスとベンが現れ、ベンが射殺命令を拒否する映像や、かつての「ランナー」たちの死体の映像を流し番組の真実を暴露。嘘を暴かれ追い詰められたキリアンは「視聴者が求める『刺激』を与えていただけだ」と弁解するが、ベンは「ならば視聴者にその刺激を与えてやる」と、ランナーをスタート地点に送り出す用のシューターにキリアン押し込み発射する。キリアンを乗せたシューターは看板に激突し爆発、観衆は大歓声をあげベンを英雄のように称える。そしてベンがアンバーと共にスタジオを後にすると、大歓声の中『ランニング・マン』はフィナーレを迎える。最後に「みなさんがこんな目に遭わないためには、マスコミの顰蹙を買うような事をしないことです」という文章が表示される。

## 番組『ランニング・マン』の概要
「凶悪犯と正義の戦士との戦い」と称し、逃げるランナーをストーカーが追って処刑する大人気番組。政府との裏交渉などで仕入れた凶悪犯を「ランナー」として地下に広がる巨大なコースに放ち、正義の刺客として「ストーカー」がそれを追う図式。ストーカーはチェーンソーや火炎放射器など、殺傷能力の高い武器を装備しているのに対しランナーは丸腰であり、またランナーは凶悪犯罪者であるため、観客や視聴者はそもそも勝敗の行方ではなく、ストーカーがランナーを仕留め処刑する様子をエンターテイメントとして期待しており、ストーカーには声援を、ランナーにはブーイングを送る。またその処刑する様子は残酷になるが、それもそのまま生中継され、その刺激が番組人気の要因となっている。ランナーはストーカーの襲撃を掻い潜り、3時間の制限時間内にゴールできれば勝者となり、莫大な賞金と、無罪放免の自由の身を手に入れ、南国で暮らすことが許される。どのストーカーが出陣するかは、抽選で選ばれた観客が指名でき、記念に『ICSホームビデオ』や『ランニングマンゲーム(ボードゲーム)』を司会者から手渡しでもらえる。番組は上級層、下級層に関わらず空前の支持を得て、記録的な視聴率を獲得している。また労働者などの下級層では「次にどのストーカーが登場するか」「ストーカーとランナーの勝敗」「何分でストーカーがランナーを仕留めるか」などを対象に賭けも行われているが、勝敗に関してはほぼ全員がストーカーに賭ける。

## 登場人物
ベン・リチャーズ
本作の主人公。正義感溢れる元警察官。鍛え上げられた逞しい体格と戦闘知識を備えている。「暴徒（実際には圧政に反対した一般人）を射殺せよ」という上官の命令に逆らったため、逆に「上官の命令に逆らい無抵抗の市民を射殺した」という濡れ衣を着せられ、大量殺人犯として世間に知られてしまう。他のランナー候補に物足りなさを感じてきたキリアンから、『ランニング・マン』のランナーとして白羽の矢を立てられる。
アンバー・メンデス
テレビ局の女性職員。ベンの弟エドワードが住んでいた部屋を借りたことで、その弟を頼って訪ねてきたベンと鉢合わせる。ベンに逃亡する手伝いをさせられ空港で夫婦を装うが、隙を見て周囲に助けを求めベンを逮捕させる。当初はベンを凶悪犯だと思い込んでいたが、ベン逮捕のニュースの中で嘘の報道が含まれていたため疑問を抱き、放送局内の資料を調べると、暴徒殺戮事件の元映像を手に入れたところで捕らえられてしまう。さらに番組を盛り上げたい局側に、ベンの恋人で共犯者という人物像に仕立て上げられ、ゲームに強制参加させられてしまう。ベンと共闘するうちに信頼関係を築き、終盤にはワイスから託されたアクセスコードと、暴徒大量虐殺事件の編集前のテープをレジスタンスに提供する。
ウィリアム・ラフリン
強制労働所でベンと知り合ったレジスタンスの黒人メンバー。ベンと共にゲームに送り込まれてしまう。最後はバズソーの攻撃からベンを庇い、そのときに切り付けられた傷が致命傷となり命を落とす。しかし、死ぬ間際にベンにレジスタンスのアジトの場所を伝える。
ハロルド・ワイス
レジスタンスのメンバーで、ハッカー。ラフリンと同じく強制労働所でベンと知り合い、そして同じくゲームに送り込まれてしまう。放送乗っ取り用の暗号コードを取得しアンバーに伝えたが、直後に現れたダイナモに感電死させられる。
デーモン・キリアン
『ランニング・マン』のプロデューサー兼司会者。人気者のスターであり、表向きは陽気で人当たりが良く温厚な人物に見えるが、本性は自己中心的かつ極めて横柄で、自分の気に入らないスタッフは簡単にクビにする。また自分の番組のためならスタントマンの死すら厭わない冷血漢。犯罪者として肉体能力にも優れていそうなベンとその仲間に白羽の矢を立てたが、予想以上の奮闘をしたベン達に次第に危機感を抱く。遂にはレジスタンスたちによって番組の真実が明かされてしまい、最後は孤立して、ベンによってランナー用のシューターに乗せられ壁に激突して爆死する。
サブゼロ
最初に送り込まれたアジア系のストーカーで、過去に30人以上のランナーを処刑してきている。アイスホッケー選手の扮装で、刃がついたホッケースティックを斧のように武器として使い、登場時のパフォーマンスでは分厚い銅鑼を真っ二つに切り裂いた。ベン達との対決場所もスケートリンクのような場所が用意され、ワイスをホッケーゴールに模した檻に閉じ込めるなど優勢に戦いを進めていたが、反撃に出たベンに有刺鉄線で首を絞められ死亡する。
バズソー
本名はエディ・ビトウスキー。昨年度のチャンピオンで、ダイナモと同時に送り込まれた2番目のストーカー。バイクに搭乗し、鉄パイプすら簡単に切断する特殊スチールで出来たチェーンソーが武器。ラフリンをチェーンソーで切り付けた上にベンを切り殺そうとするが、逆にベンによってチェーンソーを押し返されて斬死する。
ダイナモ
バズソーと同時に送り込まれた3番目のストーカー。電飾に覆われた防具の衣装を纏い、ターゲットに向けて電気を放電させる武器（原理不明）を装備。オペラ歌唱が得意で、登場時やハンター追跡時に歌声を披露するパフォーマンスを見せる。ワイスを感電死させるが、アクシデントで自分の乗ったバギーに閉じ込められた際に命乞いをして「無抵抗の者は殺さない」とベンに見逃される。物語終盤に再登場して対峙したアンバーを犯そうとするものの、アンバーがスプリンクラーを破壊した際に大量の水を被り装備が漏電し感電死する。
ファイアーボール
4番目に送り込まれたストーカー。火炎放射器を武器としており、ロケットベルトを装着して飛行移動もする。過去の勝者ランナーの裏での処刑も担当していた。その勝者ランナーたちの死体を目撃したアンバーを焼き殺そうとしたところで、ベンによって火炎放射器のガスパイプを抜かれた上に発炎筒を投げつけられ爆死する。
キャプテン・フリーダム
引退した元チャンピオンで、かつてはランニングマンで10勝をあげた伝説的な元ストーカー。現在は肉体派タレントとして活動中。『ランニングマン』でもOBとして、戦いとは何たるかを熱く説いて番組を盛り上げる役として出演している。ファイアーボールの敗北後にキリアンから最後の刺客として現場復帰を指示されるが、己の肉体での闘いに誇りを持っており、ランナー殺傷用の兵器を装着させられたことに憤慨し、出演を拒否する。自身の姿をベンを倒す映像に利用されるがその後は不明。
エイミー
アンバーの同僚。
ブレンダ
キリアンの秘書を務める女性。
フィル
番組の解説を担当するアナウンサー。参加者とハンターを面白おかしく紹介して番組を盛り上げる役を担っている。
トニー
番組スタッフ。スタントマンの画像を合成編集し、「ベンとアンバーがフリーダムに負けて死亡する」映像を作り上げるが、終盤で乗り込んで来たレジスタンス達に制圧される。
スヴェン
キリアンの護衛。屈強で大柄な体格で寡黙な性格。キリアンの度重なる侮辱的な言動に呆れて終盤には彼を見捨てるかのように去っていった。
ミック
レジスタンスのリーダー。機械の知識に長けている。終盤にベン達を救出すると彼らから与えられた情報を元に真実を暴露する。
スティービー
レジスタンスのメンバー。ラフリンの友人でもあり、終盤にベンと仲間を引き連れ会場に乗り込み放送室を制圧した。
ウィギンズ夫人
スタジオの観覧客。キリアンから招かれ最初の刺客としてサブゼロを指名する。
アグネス・マッカードル夫人
スタジオの観覧客。キリアンから誰が勝つか問われてベンを指名した事から番組の流れを一変させる状況を作った。

## キャスト
| 役名                       | 俳優                             | 日本語吹替                            | 日本語吹替                                          | 日本語吹替                              | 日本語吹替               |
| 役名                       | 俳優                             | フジテレビ版                          | テレビ朝日版                                        | DVD版                                   | VOD版                    |
| -------------------------- | -------------------------------- | ------------------------------------- | --------------------------------------------------- | --------------------------------------- | ------------------------ |
| ベン・リチャーズ           | アーノルド・シュワルツェネッガー | 大塚明夫                              | 玄田哲章                                            | 玄田哲章                                | 玄田哲章                 |
| アンバー・メンデス         | マリア・コンチータ・アロンゾ     | 土井美加                              | 幸田直子                                            | 沢海陽子                                | 朴璐美                   |
| デーモン・キリアン         | リチャード・ドーソン             | 石田太郎                              | 山内雅人                                            | 糸博                                    | 辻親八                   |
| ウィリアム・ラフリン       | ヤフェット・コットー             | 池田勝                                | 麦人                                                | 広瀬正志                                | 乃村健次                 |
| ハロルド・ワイス           | マーヴィン・J・マッキンタイア    | 富山敬                                | 江原正士                                            | 宮本充                                  | 丸山智行                 |
| キャプテン・フリーダム     | ジェシー・ベンチュラ             | 秋元羊介                              | 谷口節                                              | 高瀬右光                                | 天田益男                 |
| ファイアーボール           | ジム・ブラウン                   | 大山高男                              | 筈見純                                              | 水内清光                                | 田所陽向                 |
| ダイナモ                   | アーランド・ヴァン・リドス       | 飯塚昭三                              | 郷里大輔                                            | 高瀬右光                                | 三浦博和                 |
| バズソー                   | ガス・レスウィッシュ             | 島香裕                                | 笹岡繁蔵                                            | 水内清光                                | 樋山雄作                 |
| サブゼロ                   | プロフェッサー・トオル・タナカ   |                                       | 大友龍三郎                                          | 小形満                                  | 小林達也                 |
| フィル                     | ロジャー・バンパス               | 千田光男                              | 大塚芳忠                                            | 古田信幸                                | 落合弘治                 |
| ミック                     | ミック・フリートウッド           | 坂口芳貞                              | 宮内幸平                                            | 城山堅                                  | 北島善紀                 |
| スティーヴィー             | ドゥイージル・ ザッパ            | 沢木郁也                              | 鈴木勝美                                            |                                         |                          |
| ブレンダ                   | カレン・リー・ホプキンス         | 一柳みる                              | 駒塚由衣                                            | 岡本章子                                | 竹内夕己美               |
| スヴェン                   | スヴェン＝オーレ・トールセン     |                                       | 徳丸完                                              | 山野井仁                                |                          |
| トニー                     | カート・フラー                   | 幹本雄之                              | 佐古雅誉                                            | 小形満                                  | 佐野康之                 |
| エージェント               | ケン・ラーナー                   | 牛山茂                                | 西村知道                                            | 山野井仁                                |                          |
| エイミー                   | デイ・ヤング                     | 色川京子                              | 横尾まり                                            | 山田美穂                                | 寺依沙織                 |
| アグネス・マッカードル夫人 | ドナ・ハーディ                   | 秋元千賀子 竹口安芸子                 | 島美弥子 前田敏子                                   |                                         | 今泉葉子                 |
| レオン                     | ビル・マーゴリン                 | 斎藤茂                                | 佐古雅誉                                            |                                         | 小林親弘                 |
| その他                     | N/A                              | 塚田正昭 速見圭 松本梨香              | 峰恵研 田中正彦 巴菁子 叶木翔子 高橋玲子 喜田あゆ美 | 中田雅之 佐藤ゆうこ 加勢田進            | 濱野大輝 本多新也 森史絵 |
| 日本語版制作スタッフ       |                                  |                                       |                                                     |                                         |                          |
| 演出                       | 演出                             | 蕨南勝之                              | 松川陸                                              | 春日一伸                                | 高橋正浩                 |
| 翻訳                       | 翻訳                             | たかしまちせこ                        | 平田勝茂                                            | 瀬谷玲子                                | 高部義之                 |
| 調整                       | 調整                             | 金谷和美                              | 遠西勝三                                            | 金谷和美                                | 木澤秀昭                 |
| 効果                       | 効果                             | 南部満治 大橋勝次 河合直              | 佐藤良介                                            |                                         |                          |
| プロデューサー             | プロデューサー                   |                                       | 圓井一夫                                            |                                         |                          |
| 制作                       | 制作                             | ザック・プロモーション                | ザック・プロモーション                              | カルチュア・パブリッシャーズ ビーライン | ニュージャパン フィルム  |
| 初回放送                   | 初回放送                         | 1989年10月21日 『ゴールデン洋画劇場』 | 1990年12月30日 『日曜洋画劇場』                     | 2017年5月17日 『午後のロードショー』    |                          |

※2019年11月7日発売の「パラマウント 思い出の復刻版 ブルーレイ」には、4種類の日本語吹替をすべて収録。フジテレビ版とテレビ朝日版はカット部分があるため一部原語音声・日本語字幕に切り替わる。また、テレビ朝日版は放送時の速報音が入ったまま収録されている（28分07秒辺り）。
※2022年12月21日発売の「4K Ultra HD ブルーレイ」には、VOD版のみが収録されている。

## 製作
当初、監督にはアンドリュー・デイヴィスが起用されていたが、彼は撮影開始の1週間後に解雇され、ポール・マイケル・グレイザーに交代した。主演のアーノルド・シュワルツェネッガーは監督の交代を「酷い決定」と述べ、グレイザーについては「まるでテレビ番組を作るように映画を撮り、全ての深いテーマが失われた」と述べて映画を損なうものになると批判している。
『ランニング・マン』のダンサーの振り付けはポーラ・アブドゥルが担当している。音楽はハロルド・フォルターメイヤーが作曲し、リヒャルト・ワーグナー、ジャッキー・ジャクソンの楽曲も使用された。主題歌「Running Away with You」はジョン・パーが作曲し、ラストシーンとエンディングに使用された。

## 評価
本作は1,692スクリーンで公開され、公開週末の興行収入は811万7,465ドルを記録した。最終的な北米興行収入は3,812万2,105ドルを記録した。Rotten Tomatoesでは35件のレビューが寄せられ、支持率63%、平均評価5.5/10となっている。

## 備考
公開から30周年を迎えた2017年1月、BBCのジャーナリストは本作で言及された経済崩壊や対象への批判を繰り返す「アメリカのテレビ文化」が、現代のアメリカを正確に予測していたと指摘した。脚本のスティーヴン・E・デ・スーザも『ヴァイス』のインタビューで、この予測を補強している。
また、劇中で主人公のディープフェイク映像が流されるが、こちらも1987年の公開当時には完全にフィクションだった技術が現実化している例といえる。